# 沙波納格羅夫 (伊利諾伊州)
沙波納格羅夫（英語：Shabbona）是位於美國伊利諾伊州迪卡爾布縣的一個非建制地區。該地的面積和人口皆未知。

## 地理
沙波納格羅夫的座標為41°43′57″N 88°51′20″W / 41.73250°N 88.85556°W，而該地的平均海拔高度為254米（即833英尺）。